# Dasyatis acutirostra
Espèce
Statut de conservation UICN

 NT  : Quasi menacé
Dasyatis acutirostra est une espèce de raies.